# 고성 수림서원
고성 수림서원(固城 繡林書院)은 대한민국 경상남도 고성군 마암면 화산리에 있는 서원이다.
1983년 7월 20일 경상남도의 문화재자료 제34호 수림서원으로 지정되었다가, 2018년 12월 20일 현재의 명칭으로 변경되었다.

## 개요
나라에 공을 세운 무열공 배현경·배정지·배인경·배맹관·배상곤·배경을 추모하기 위해 위패를 모신 서원이다.
조선 철종 7년(1856)에 세웠으며, 고종(재위 1863∼1907) 때 흥선대원군의 서원철폐령으로 철폐하였다가 복원되었다.
건물은 앞면 5칸·옆면 3칸으로 왼편에 방 2칸, 가운데에 대청 2칸, 오른편에 방 1칸으로 구성되어 있다. 지붕은 옆에서 보면 여덟 팔(八)자 모양인 팔작지붕으로 되어 있다.
정문인 조제문은 앞면 5칸·옆면 2칸 규모의 솟을대문으로 가운데 1칸을 출입문으로 사용하고 있다. 강당 오른편에는 앞면 3칸·옆면 3칸 크기의 팔작지붕으로 된 산해정이 자리잡고 있다.

## 참고 자료
- 수림서원 - 국가유산청 국가유산포털